# Darevskia mixta
Darevskia mixta is een hagedis uit het genus Darevskia en behoort tot de familie echte hagedissen (Lacertidae).

## Naam en indeling
Er is nog geen Nederlandse naam voor deze soort. De wetenschappelijke naam van de hagedis werd voor het eerst voorgesteld door Lajos Méhely in 1909. Oorspronkelijk werd de wetenschappelijke naam Lacerta mixta gebruikt. Deze soort werd tot het geslacht van de halsbandhagedissen (Lacerta) gerekend, maar uit onder andere DNA-analyse blijkt dat een aparte geslachtsnaam gerechtvaardigd is.

## Uiterlijke kenmerken
Darevskia mixta bereikt een kop-romplengte van ongeveer zes centimeter, de totale lengte inclusief de staart is zeventien tot achttien cm. In de paartijd hebben de mannetjes en ook de meeste vrouwtjes een felgroene kleur aan de rug. Vooral de mannetjes hebben daarnaast blauwe vlekjes op de flanken. Buiten de paartijd zijn de dieren overwegend bruin, de blauwe vlekjes blijven wel zichtbaar.

## Leefwijze
Deze soort houdt een winterslaap, tot wel zes maanden lang. Vrouwtjes leggen in een seizoen één of meer legsels van 2 tot 5 eieren. Het voedsel bestaat uit allerlei ongewervelden, zoals insecten.

## Verspreiding en habitat
Het verspreidingsgebied is beperkt tot geïsoleerde populaties in de Kleine Kaukasus (gebergte) van zuidwestelijk Georgië. De soort zou ook in Turkije voorkomen maar dit wordt beschouwd als achterhaald.
Darevskia mixta is aangetroffen op een hoogte van 800 tot 2000 meter boven zeeniveau. De habitat bestaat uit vochtige delen van zuidhellingen, hooggelegen steppes en rots- en steen formaties, vaak in de buurt van beken.

## Beschermingsstatus
Door de internationale natuurbeschermingsorganisatie IUCN is de beschermingsstatus 'gevoelig' toegewezen (Near Threatened of NT). Dit komt omdat het verspreidingsgebied beperkt is, namelijk minder dan 5000 km2.